# Тараканы!
«Тараканы!» (укр. «Таргани!») — російський панк-рок гурт.
У 2014 році записали пісню «Вулиця свободи» українською мовою.

## Реакція на напад путінської банди
У квітні 2022 року гурт заявив про саморозпуск. Серед причин було названо те, що російська влада розпочала війну проти України (за версією музикантів це сталося лише 24 лютого 2022 року). Також у заяві гурту йдеться про те, що вони вважають громадян України своїми братами. А, у разі зміни політичної влади Росії, "Таракани" організують прощальний концерт. 

### Інтерв'ю
- Інтерв'ю для порталу Heavy Music
- Інтерв'ю для порталу Antipunk
- Дмитро Спірін у програмі «Уроки русского» на радіо Maximum
- Інтерв'ю проекту Mol-express.com
- Дмитро Спірін у програмі «Звёзды в сетке» на телеканалі iTV
- Дмитро Спірін у гостях в інтернет-радіостанції Rock-Online

| Валторна | Це незавершена стаття про музичний колектив. Ви можете допомогти проєкту, виправивши або дописавши її. |